# スコットランド室内管弦楽団
スコットランド室内管弦楽団（英語: Scottish Chamber Orchestra）は、イギリス・スコットランドのエディンバラを本拠地とする室内オーケストラである。

## 沿革
1974年に設立。エディンバラのクィーンズホールを拠点としてスコットランド地方で活動しており、エディンバラ国際音楽祭でも活躍している。

## 歴代首席指揮者
- ロデリック・ブライドン（1974年 - 1983年）
- ユッカ＝ペッカ・サラステ（1987年 - 1991年）
- アイヴァー・ボルトン（1994年 - 1996年）
- ジョセフ・スウェンセン（1996年 - 2005年）
- ロビン・ティチアーティ（2009年 - 2018年）
- マキシム・エメリャニチェフ（2019年 - ）[2][3]

## 主なレコーディング
- ユッカ＝ペッカ・サラステ指揮で、モーツァルト交響曲集[1]
- チャールズ・マッケラス指揮で、モーツァルトの主要なオペラ、ピアノ協奏曲集（独奏：アルフレート・ブレンデル）、ブラームス交響曲全集(室内オーケストラ初)[1]
- マキシム・エメリャニチェフ指揮で、シューベルトの交響曲第9番、メンデルスゾーンの交響曲第3番・第5番[2]